# Заречная улица (Москва)
Заре́чная у́лица (название с 11 июля 1958 года) — улица в Западном административном округе города Москвы на территории района Филёвский Парк.

## История
Улица получила своё название 11 июля 1958 года Решением Исполнительного комитета Московского городского Совета депутатов трудящихся № 40/11 путем присвоения наименования Проектируемым проездам № 1572 и № 2123 по расположению за Москвой-рекой относительно центра.

## Расположение
Заречная улица проходит от Большой Филёвской улицы и Шелепихинского моста на северо-запад, поворачивает на северо-восток, проходит по территории строящегося жилого комплекса «Фили», поворачивает на северо-запад и оканчивается тупиком, не доходя до Берегового проезда. Нумерация домов начинается от Большой Филёвской улицы.

## Примечательные здания и сооружения
По чётной стороне:
- д. 4, с. 1 — квартальная тепловая станция КТС-11.

## Транспорт

### Автобус
По Заречной улице маршруты наземного общественного транспорта не проходят. Юго-западнее улицы, на пересечении Новозаводской и Большой Филёвской улиц, расположены: остановка «Большая Филёвская улица» автобусов 69, 152 (на Новозаводской улице к станции метро «Краснопресненская»); остановка «Большая Филёвская улица» автобусов 69, 116, 178, 218, 366, 470, 653, с369 (на Новозаводской улице к станции метро «Фили»); остановка «Большая Филёвская улица» автобусов 69, 116, 152, 178, 218, 470, 653 (на Новозаводской улице к парку Фили); остановки «Большая Филёвская улица» т54, 155 (на Большой Филёвской улице в обе стороны).

### Метро
- Станция метро «Фили» Филёвской линии — южнее улицы, на пересечении Багратионовского проезда с Новозаводской и Тучковской улицами.
- Станция метро «Шелепиха» Большой кольцевой линии — восточнее улицы, на пересечении Шмитовского проезда и 3-й Магистральной улицы.

### Железнодорожный транспорт
- Станция Фили Смоленского направления Московской железной дороги — южнее улицы, между Новозаводской улицей, Промышленным проездом и улицей 1812 Года.
- Станция МЦК "Шелепиха" - восточнее улицы, на пересечении Шмитовского проезда и 3-й Магистральной улицы.